# マシアス・ギリの失脚
『マシアス・ギリの失脚』(マシアス・ギリのしっきゃく) は池澤夏樹の小説。
1993年6月、新潮社から"純文学書下ろし特別作品"として刊行された。1993年、第29回『谷崎潤一郎賞』受賞。

## あらすじ
赤道近い西太平洋のナビダード諸島は西欧の植民地時代から第二次世界大戦の戦地を経て、独立した民主共和国となった。しかし実質的な戒厳令が敷かれ、大統領マシアス・ギリへの権力の集中で統治されていた。その島に日本からの慰霊団が訪れたが、彼らと島民を含め49人が乗ったバスが失踪するという事件が発生した。島民のあいだではバスの行方に関して、荒唐無稽な噂話が拡まった。
マシアスの元に訪れた日本国政府の秘密特使から、ナビダードの環礁に石油備蓄基地設置の構想と交換条件の申し出があった。その交渉後に以前から有力な情報を提供してきた「島の友」名義の投書が、日本の提案には裏があることを警告していた。マシアスは愛人関係にあるアンジェリーナが経営する娼館で見かけた、予言力があるというメイドの若い女を大統領府に呼び寄せた。マシアスはその女エメリアナを伴い、日本が候補地に挙げた環礁を訪れる。砂浜に打ち上げられた流木に並んで腰掛けたマシアスの手にエメリアナはその手を重ねた。するとマシアスの脳裏は石油の流失による自然破壊と、備蓄基地が軍事標的にされるという鮮烈な幻覚に襲われる。
エメリアナは主要二島から300キロ離れた故郷の島で行われる祭に、巫女の一人として参加するためマシアスに5日の休暇を申し出た。許可を得たエメリアナは翌朝、船で出立した。その後を追うようにマシアスは強引に3日間の休みを取り、官邸にいない間を首席秘書官に委ねて自身の母親の生地でもある島へ飛行機で向かったが、それはマシアス・ギリの政治家人生で潮目の出来事になった。

## 主要登場人物
- マシアス・ギリ　ナビダード民主共和国、第二代・四代大統領
- ジム・ジムソン　首席秘書官
- カツマタ　ケンペー隊総監
- イツコ　大統領付きのメイド
- ハインリク　大統領専属運転手
- リー・ボー　200年前に死んだパラオの王子の亡霊、マシアスの話し相手
- コルネリウス　初代大統領
- ボノム・タマング　第三代大統領
- 鈴木貫六　日本政府の秘密特使
- 龍蔵寺一馬　日本統治時代の海軍主計少尉、マシアスの日本滞在時の世話人
- アンジェリーナ　フィリピン人の娼館の経営主
- ポール・ケッチ　アンジェリーナの娼館にヨールと滞在する白人
- ピーター・ヨール　アンジェリーナの娼館にケッチと滞在する白人
- エメリアナ　アンジェリーナの娼館に入った、予言力のあるメイド

## 書誌情報
- 単行本
  - 新潮社「純文学書下ろし特別作品」、1993年6月 、箱入り四六判上製本
  - ISBN 978-4106006531
- 文庫本
  - 新潮文庫、1996年6月、解説・菅野昭正
  - ISBN 978-4101318158